# 宮川裕美
宮川 裕美（みやかわ ゆみ、1991年11月2日 - ）は、青森県出身のハンドボール選手。日本ハンドボールリーグのオムロン所属。

## 経歴
2010年に日本ハンドボールリーグのオムロンへ加入。背番号は「16」。7月に第17回女子ジュニア世界選手権の日本代表U-20に選出された。
2012年はジャパンカップの日本代表（ロンドン五輪世界最終予選に出場したメンバーを除いた次世代代表）や第17回ヒロシマ国際ハンドボール大会の日本代表に選ばれた。
2013年は第1回U-22東アジア選手権の日本代表に選出。
2016-17年シーズンから背番号を「12」へ変更。
2017-18年シーズンから背番号を「1」へ変更。2017年12月に行われた第69回日本ハンドボール選手権大会では、北國銀行との決勝戦で7mスローを連続セーブするなど優勝に貢献し、最優秀選手に選ばれた。
2018-19年シーズンは7mスロー阻止率賞（.433）のタイトルを獲得。

## 詳細情報

### 年度別成績
| 年       | チーム   | 試合 | FS 阻止  | 率   | 7m 阻止 | 率   |
| -------- | -------- | ---- | -------- | ---- | ------- | ---- |
| 2010-11  | オムロン | 0    | -        | -    | -       | -    |
| 2011-12  | オムロン | 1    | 3/9      | .333 | 0/0     | -    |
| 2012-13  | オムロン | 1    | 1/3      | .333 | 0/0     | -    |
| 2013-14  | オムロン | 1    | 2/3      | .667 | 0/1     | .000 |
| 2014-15  | オムロン | 9    | 2/4      | .500 | 0/0     | -    |
| 2015-16  | オムロン | 4    | 0/1      | .000 | 0/0     | -    |
| 2016-17  | オムロン | 18   | 92/207   | .444 | 10/38   | .263 |
| 2017-18  | オムロン | 24   | 208/524  | .397 | 6/34    | .176 |
| 2018-19  | オムロン | 24   | 259/587  | .441 | 13/30   | .433 |
| JHL：9年 | JHL：9年 | 82   | 567/1338 | .434 | 29/103  | .282 |

- 各年度の太字はリーグ最高

### タイトル・表彰

#### 日本ハンドボールリーグ
- 7mスロー阻止率賞：1回 (2018年)

#### 日本選手権
- 最優秀選手賞：1回 (2017年)

### 背番号
- 16 (2010年 - 2016年)
- 12 (2016年 - 2017年)
- 1 (2017年 - )

## 代表歴

### 日本代表
- ジャパンカップ (2012年・2019年)
- ヒロシマ国際大会 (2012年)
- 日韓定期戦 (2019年)

### 日本代表U-22
- U-22東アジア選手権 (2013年)

### 日本代表U-20
- ジュニア世界選手権 (2010年)